# Таміка рудошия
Та́міка рудошия (Cisticola eximius) — вид горобцеподібних птахів родини тамікових (Cisticolidae). Мешкає в Західній і Центральній Африці.

## Підвиди
Виділяють три підвиди:
- C. e. occidens Lynes, 1930 — від південного Сенегалу до Нігерії;
- C. e. winneba Lynes, 1931 — південна Гана;
- C. e. eximius (Heuglin, 1869) — від Республіки Конго і ЦАР до Еритреї, Ефіопії, західної Кенії і північної Танзанії.

## Поширення і екологія
Рудошиї таміки живуть на сухих, вологих і заплавних луках.